# Pont du Diable (Saint-Jean-de-Fos)
Pour les articles homonymes, voir Pont du Diable.
Le pont du Diable ou pont sur l'Hérault est une construction d'architecture romane située sur le fleuve Hérault, entre les communes d'Aniane et Saint-Jean-de-Fos, dans le département de l'Hérault en France.
Avec plus de mille années d'existence, il est localisé à la fin des gorges de l’Hérault, dans un lieu propice à la baignade, où il attire chaque année de nombreux visiteurs en été.

## Histoire
Mentionné également sous le nom de pont du Gouffre noir ou pont du Gour noir, cet édifice est l'un des plus anciens ponts médiévaux de France,. D'après le cartulaire de Gellone et selon les dernières recherches conduites par l'université de Montpellier, la construction aurait eu lieu en 873, suivant un accord conclu entre l'abbé d'Aniane et l'abbé de Gellone (Saint Guilhem le Désert), donc probablement dans la première moitié du IXe siècle.
Victor Mortet a publié l'acte passé entre Pons, abbé d'Aniane, et Geoffroy, abbé de Gellone, en donnant une date de rédaction de l'acte comprise entre 1036 et 1048. Il est prévu que chaque abbaye construit la moitié du pont, qu'on ne doit pas le fortifier ou construire une église dessus et qu'aucun droit d'usage ou cens ne doit être prélevé pour son passage.
Le pont du diable (ou pont de Saint Guilhem) doit son nom à une légende se trouvant dans la seconde rédaction du Moniage Guillaume écrite vers 1160, qui attribue, faussement, la construction du pont à Guillaume d'Orange et qui prétendait que lors de la construction du pont, le diable venait défaire chaque nuit ce que les hommes construisaient durant la journée. Un jour, les hommes (qui n'en pouvaient plus de construire en vain) conclurent un accord avec le diable : il pourrait prendre la première âme qui passerait sur le pont. Ainsi les hommes purent construire le pont. Mais aucun des hommes ne voulant donner son âme au diable, ils firent passer un chat en premier. Fou de rage, le Diable tenta en vain de détruire le pont sans y parvenir et se jeta dans l'eau. C'est ainsi que le pont reçut le nom de « Pont du Diable ».
Le pont du Diable fait l’objet d’une inscription et protection au titre des monuments historiques depuis le 5 avril 1935,. En 1998, il est inscrit sur la liste du patrimoine mondial de l'Unesco (868-033) au titre des chemins de Saint-Jacques-de-Compostelle en France.

## Architecture
Le pont comprend deux arches et deux ouïes. Il a été élargi à la fin du XVIIIe siècle.

## Environnement accidentogène
Historiquement, le pont du Diable est le théâtre d'accidents causés par les sauts de l'édifice ou de ses abords immédiats,. Malgré les arrêtés municipaux pris pour interdire les sauts et la pose de panneaux multilingues, les services de secours dénombrent une dizaine d'accidents chaque année,.
En 2008, un poste de secours est installé afin d'offrir la surveillance du site et prodiguer les premiers soins aux accidentés,.

## Galerie

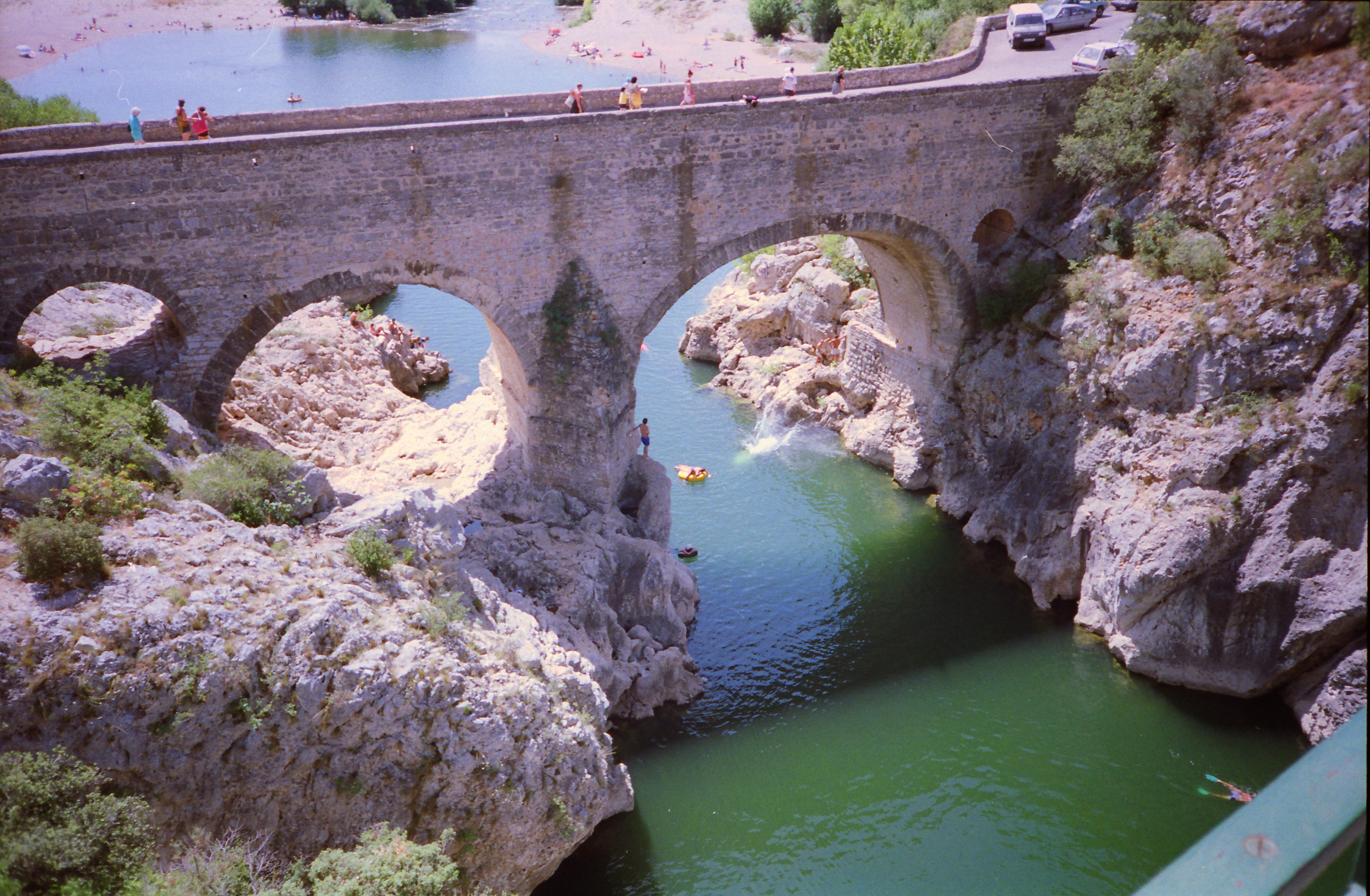
Vue du Pont du Diable depuis le pont neuf.
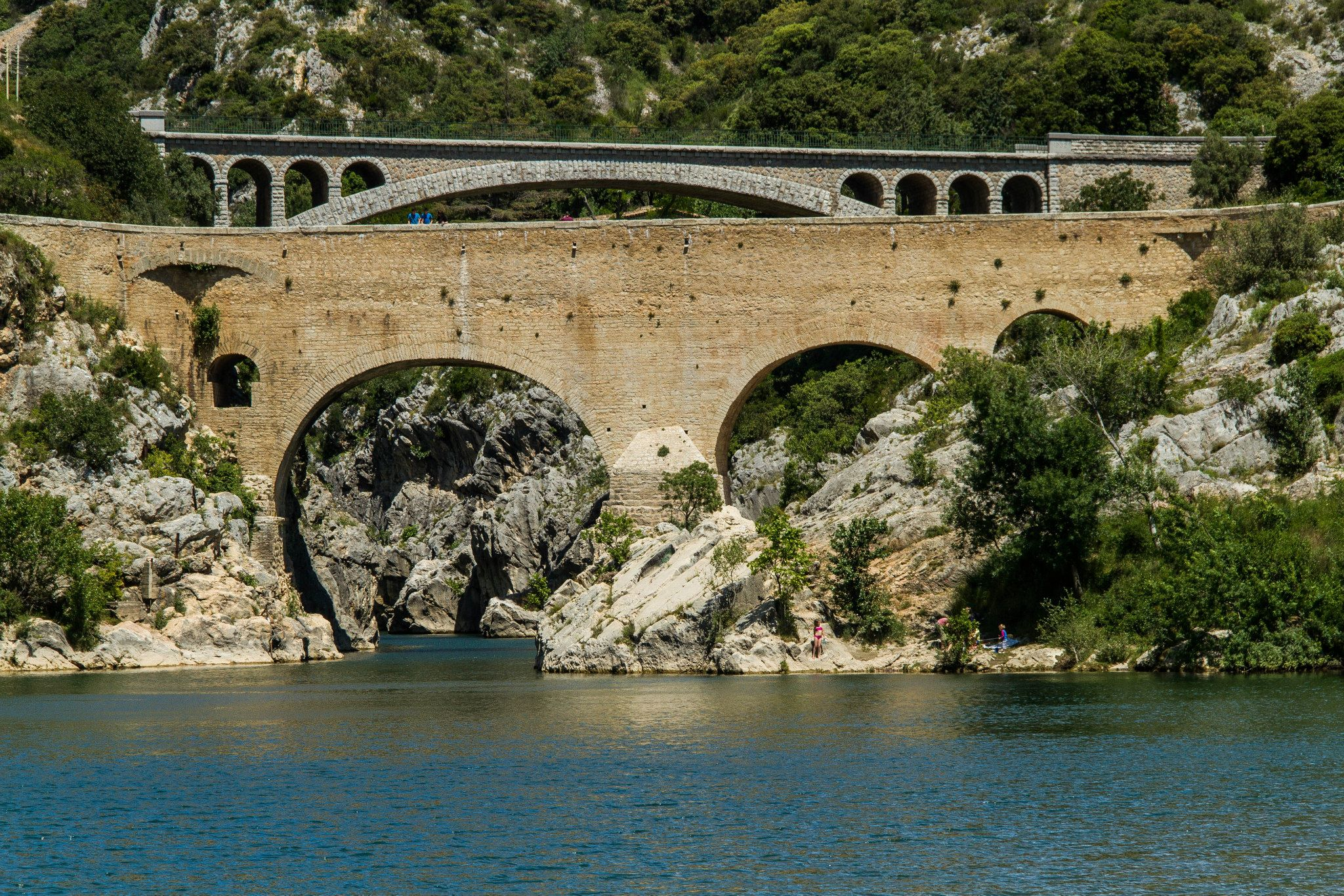
Le pont du diable vu de la plage.
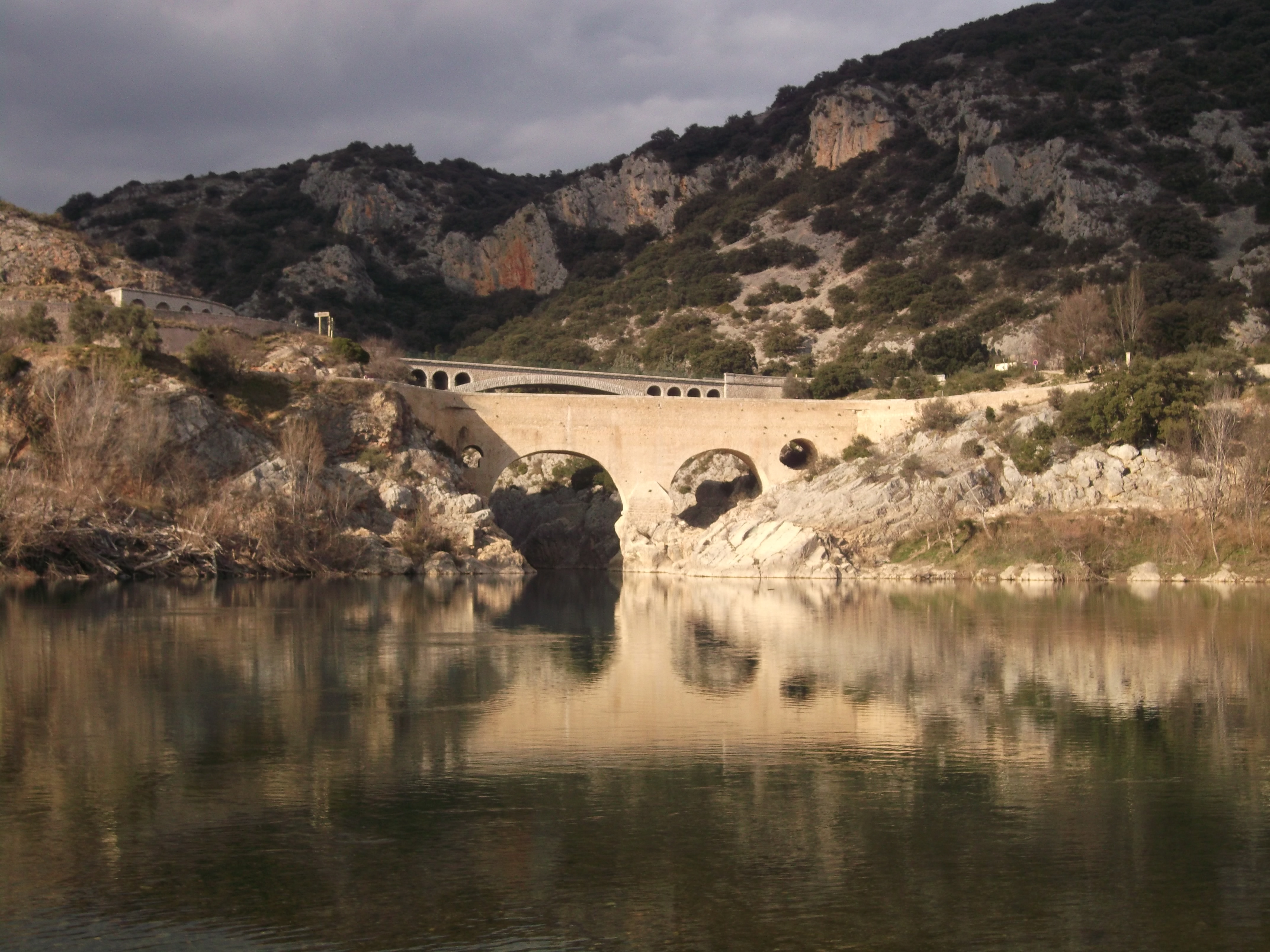
Le Pont du Diable par un soleil d'hiver.
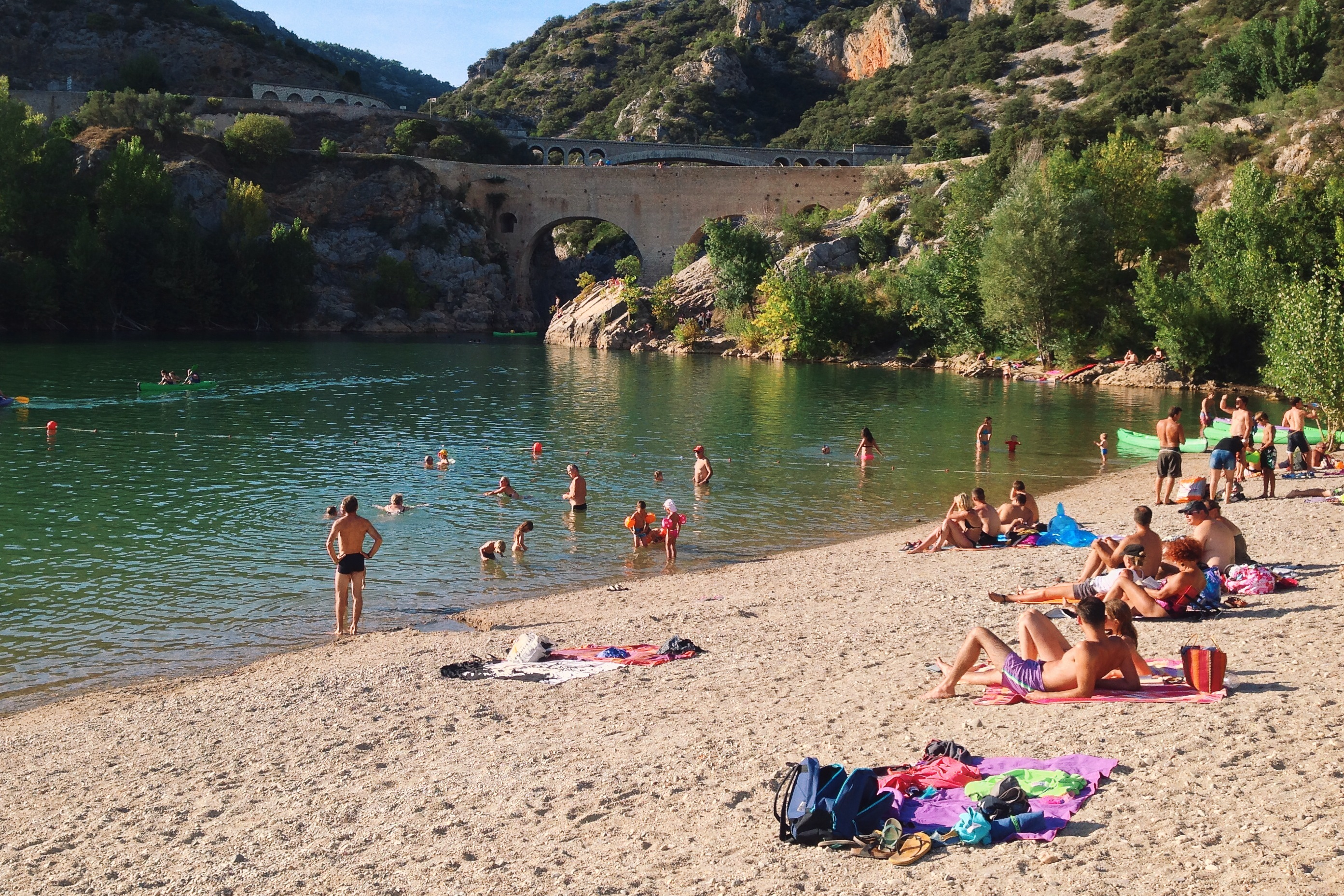
Le Pont du Diable en période estivale.
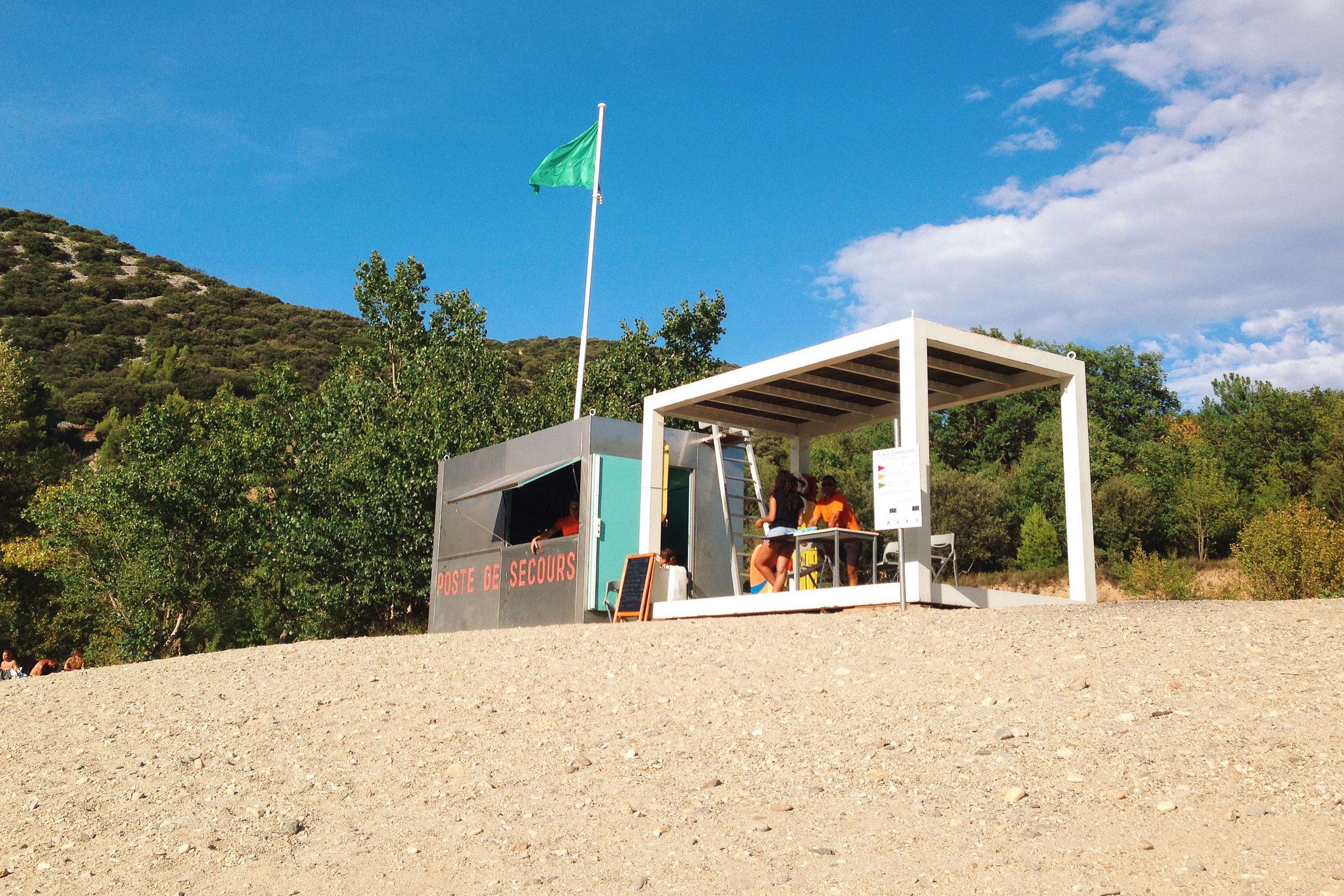
Le poste de secours du site.

## À proximité
Le pont jouxtant l'ouvrage est nommé « pont de la route de Saint-Guilhem », « pont de Saint-Guilhem » ou « pont neuf »,.
À proximité immédiate se trouvent les grottes de Clamouse et Saint-Guilhem-le-Désert, village médiéval classé parmi les plus beaux villages de France avec son abbaye de Gellone.